# Mahmud Ahmadinežad
Mahmud Ahmadinežad (perzijski: محمود احمدی‌نژاد) (Aradan kraj Garmsara, 28. listopada 1956.) bio je šesti predsjednik Islamske Republike Iran. Predsjednikom je postao 6. kolovoza 2005. nakon pobjede na iranskim predsjedničkim izborima 2005. godine. Ahmadinežad je nakon 24 godine Islamske Republike postao prvim predsjednikom Irana koji nije svećenik. Unatoč tituli predsjednika, on nije najmoćniji čovjek u državi; ta uloga pripada vrhovnom vođi Irana ajatolahu Aliju Hameneiju, prema članku 113. iranskog ustava. Prije predsjedničkog mandata, Ahmadinežad je obnašao dužnost gradonačelnika Teherana i ostandara Ardabilske pokrajine.
Ahmadinežada su kritizirale Sjedinjene Države i Izrael, a jačao je veze s Rusijom, Venecuelom, Sirijom i državama Perzijskog zaljeva.
Iranski nuklearni program Ahmadinežad je opisao kao mirnodopski i nužan državi zbog stalnih povećanja državnih energetskih potreba. Iran je stoga odbio prestati s obogaćivanjem urana unatoč rezoluciji UN-a koja je to zahtijevala. Ahmadinežad je uvjeravao da su zapadne sankcije Iranu zbog nuklearnog programa ilegalne i kako će se Iran nastaviti pridržavati pravila Međunarodne agencije za atomsku energiju (IAEA) oko svog nuklearnog programa.
Ahmadinežad je također pozvao na raspuštanje države Izrael za koju je rekao da joj je mjesto u Europi, a pozivao je i na slobodne izbore na Bliskom istoku. Zalagao se i za prava Palestinca ističući kako bi Palestinci trebali na demokratskim izborima odlučiti svoju sudbinu.
Jedna od Ahmadinežadovih najkontroverznijih izjava bila je ona, prema prijevodu izraelskog Jerusalem Posta, kako Izrael treba izbrisati s karte svijeta, što su iranski dužnosnici i sam predsjednik kasnije opovrgnuli kao pogrešno protumačene izjave. Također, optužen je i za nazivanje Holokausta mitom zbog čega je optužen za antisemitizam, no službeni Teheran tvrdi kako je izjava pogrešno protumačena, odnosno preuzeta iz drugog konteksta. Kao odgovor na te kritike, Ahmadinežad je izjavio Ne, ja nisam protiv Židova, jer ih jako poštujem, te Nisam izjavio kako se holokaust uopće nije dogodio. To uopće nije moja prosudba.
Za vrijeme svog mandata, Ahmadinežad je pokrenuo racionalni plan korištenja plina u cilju smanjenja državne konzumacije nafte. Također, uveo je rezove na kamatne stope koje privatne i državne banke mogu naplaćivati svojim korisnicima.

## Uvod
Ahmadinežad, rođen je kao Mahmud Saborjhian 28. listopada 1956. u selu Aradan pokraj grada Garmsara kao sin lokalnog kovača. Kada je bio star godinu dana njegova obitelj se preselila u Teheran, te su prezime Saborjhian promijenili u Ahmadinežad zbog religijskih i ekonomskih razloga.
Godine 1976. Mahmud Ahmadinežad pristupio je nacionalnom testu za upis na fakultete, pri čemu je ostvario 132. mjesto od ukupno 400,000 pristupnika te godine. Upisao se na Iransko sveučilište znanosti i tehnologije (IUST), na smjer građevinarstva.
Godine 1979. postaje predstavnik Elm-o Sanaat studenata u Uredu za jačanje jedinstva između sveučilišta i teoloških srednjih škola, koje će kasnije postati poznato kao OSU. OSU je igralo glavnu ulogu u zauzimanju američkog veleposlanstva u Teheranu 1979. Dio tadašnjih talaca će kasnije tvrditi da Ahmadinežad bio glavnog otmičara, ali će on zanijekati svoje navodno sudjelovanje u upadu u veleposlanstvo dok će CIA ustvrditi da nema dokaza za tu tvrdrnju.
Prema mnogim izvorima, nakon što je irački diktator Saddam Hussein 1980. napao Iran, Ahmadinežad je priključio Revolucionarnog gardi u kojoj je služio kao obavještajac i savjetnik sigurnosti, no prema riječima iranskog dužnosnika Mojtaba Samareh Hashemija, „Ahmadinežad nikada nije bio članom Revolucionarne garde, već članom volonterske paravojske Basija“. Nakon studija, godine 1986. primljen je na postdiplomski studij na istom fakultetu gdje je radio kao predavač, a 1997. godine doktorirao je na temu građevinskog planiranja prometa i trasporta. Tijekom pripremanja doktorata služio je kao guverner iranske pokrajine Ardabil (1993. – 1997.). Na fakultetu je radio kao stalni predavač od 1989. godine.
Ahmadinežad je oženjen i ima dva sina i jednu kćer. Jedan od dvojice sinova studirao je na teheranskom politehničkom Fakultetu znanosti Amirkabir.

### Početak političke karijere
Ahmadinežad je svoju političku karijeru započeo kao farmandar Makua i Hoja u iranskoj pokrajini Zapadni Azerbajdžan tijekom 1980-ih godina. Poslije je dvije godine služio kao savjetnik ostandaru Kurdistanske pokrajine, nakon čega je 1993. imenovan ostandarom Ardabilske pokrajine. Godine 1997., tadašnji iranski predsjednik Muhamed Hatami smijenio je Ahmadinežada s pozicije guvernera, pa se vratio predavanju na teheranskom sveučilištu. Ipak, 2003. vraća se na političku scenu nakon što ga je gradski odbor grada Teherana imenovao na poziciju gradonačelnika, poslije pobjede njegove stranke Islamske udruge inženjera na lokalnim izborima. On je sam živio skromno i provodio jaku socijalnu politiku,  što ga je učinilo omiljenim u narodu.
Nakon dvije godine gradonačelničkog mandata, Ahmadinežad je 2005. uvršten na listu 65 finalista za najboljeg svjetskog gradonačelnika i dospio je u uži krug od azijska tri kandidata na svjetskih top deset, no nakon ostavke skinut je s liste. Od 550 nominiranih kandidata, samo devet ih je bio iz Azije.
Prilikom kandidature za iranskog predsjednika Ahmadinežad nije bio vrlo poznat izvan Teherana, u kojem su ga poznavali zbog reformi soclijalne politike. Nakon što je pobijedio na predsjedničkim izborima, Ahmadinežad je dao ostavku na mjesto gradonačelnika Teherana. Njegova ostavka prihvaćena je 28. lipnja 2005.
Član je političke stranke Islamska udruga inženjera, no prilikom izbora presudna je bila potpora političkog saveza konzervativnih stranaka poznatijeg kao Abadgaran

## Predsjedništvo

### Predsjednička kampanja 2005.
Ahmadinežad se tijekom kampanje zalagao za konzervativni pristup politici i jačanju socijalne politike, što su američki analitičari protumačili kao pokušaj pridobivanja potpore religioznih konzervativaca i iranske niže klase. Moto predsjedničke kampanje mu je bio „To je ostvarivo i mi to možemo“.
Prilikom predsjedničke kampanje Ahmadinežad je ciljao na populistički pristup s čestim spominjanjem svog skromnog načina života, i uspoređivanjem sebe s Muhamed-Alijem Radžaijem, drugim iranskim predsjednikom. Obećao je kako ima plan od Irana stvoriti „politički primjer za sve narode svijeta“. Za sebe je tvrdio kako se drži svojih načela, koji su u skladu s principima iranske Islamske revolucije. Jedan od njegovih ciljeva bio je dostupnost fosilnih energenata iranskom narodu, aludirajući pritom da iranska niža klasa ima probleme pristupu naftnoj zaradi.
Ahmadinežad je bio jedini predsjednički kandidat koji je govorio protiv mogućih odnosa sa Sjedinjenim Državama. U intervjuu za iranske medije nekoliko dana uoči izbora, optužio je UN za pristranost. Također, protivio se i ovlastima pet vodećih članica UN-a na pravo veta u Vijeću sigurnosti. U istom intervjuu dodao je kako „nije pošteno da svega nekoliko zemalja svijeta ima pravo veta u razmjerima globalne politike, dok muslimanska populacija koja broji 1.5 milijardi ljudi nema nikakvih ovlasti“. Branio je i iranski nuklearni program pri čemu je optužio „nekoliko arogantnih sila“ kako pokušavaju spriječiti iranski industrijski i tehnološki napredak na nuklearnom i drugim područjima.
Tokom kampanje za drugi krug predsjedničkih izbora izjavio je kako se Iran bori protiv međunarodnog terorizma s ciljem da poboljša međunarodne odnose, pri čemu je pozvao na veću suradnju s iranskim susjedima i na ukidanje viznog režima u regiji ističući kako „ljudi imaju pravo slobodno putovati gdje žele“, aludirajući pritom na vjerska hodočašća i turistička putovanja.
Ahmadinežadov ideološki i duhovni mentor bio je ajatolah Muhamed Tagi Mesbah Jazdi iz grada Koma, osnivač misaone škole Hagani diljem Irana. On i njegov tim snažno su podržavali Ahmadinežadovu kampanju prilikom iranskih predsjedničkih izbora 2005. godine.

### Predsjednički izbori 2005.
Ahmadinežad je postao šesti iranski predsjednik 6. kolovoza 2005., nakon osvajanja 62% glasova što je otprilike dvosturko više od njegovog glavnog suparnika Akbar Hašemi Rafsandžanija. Potvrdu mandata dobio je od vrhovnog vođe ajatolaha Hameneija 3. kolovoza 2005. godine. Prilikom službene ceremonije poljubio je ruku Hameneija, izražavajući mu svoju lojalnost. Prvi Ahmadinežadov predsjednički mandat završio je u kolovozu 2009. godine, nakon čega je imao mogućnost kandidirati se još jednom.
Ahmadinežad je bio obavezan u roku od 15 dana predložiti ministre iranskom parlamentu, poslije čega je parlament u roku od tjedan dana morao donijeti odluku o prihvaćanju ili odbijanju popisa. Popis ministarskih kandidata poslan je parlamentu 14. kolovoza 2005. godine.
Parlament je održao sastanak 5. kolovoza gdje je Ahmadinežad predložio trojicu ili četvoricu kanidata za svako ministarstvo, a službena lista je konačno prihvaćena 14. kolovoza. Nakon nekoliko dana rasprave Ahmadinežadov ministarski kabinet je izglasan 24. kolovoza 2005.
Prvi službeni sastanak ministara održao se 25. kolovoza u gradu Mašadu, gdje je obećano kako će se redovito sastajati u svim većim iranskim gradovima.
| Ministarstvo                            | Ministarski kandidat         |
| --------------------------------------- | ---------------------------- |
| Poljoprivreda                           | Muhamed-Reza Iskandari       |
| Trgovina                                | Masud Mirkazemi              |
| Komunikacije i informatička tehnologija | Muhamed Sulejmani            |
| Suradnja                                | Muhamed Abasi                |
| Kultura                                 | Muhamed Husein Safar-Harandi |
| Obrana                                  | Mustafa Muhamed Nadžar       |
| Gospodarstvo                            | Husein Samsami               |
| Obrazovanje                             | Alireza Aliahmadi            |
| Energija                                | Parviz Fateh                 |
| Vanjski poslovi                         | Manučeher Motaki             |
| Zdravstvo                               | Kamran Bageri Lankarani      |
| Graditeljstvo                           | Muhamed Saedikija            |
| Industrija i rudarstvo                  | Aliakbar Mehrabian           |
| Obavještajni ured                       | Golam Husein Mohseni-Edžehej |
| Unutarnji poslovi                       | Sajed Sadek Mahsuli          |
| Sudstvo                                 | Golam Husein Elham           |
| Radništvo                               | Muhamed Džahromi             |
| Nafta                                   | Golam-Husein Nozari          |
| Promet i transport                      | Hamid Behbahani              |
| Znanost, istraživanje i tehnologija     | Muhamed Mehdi Zahedi         |
| Skrb i socijalna sigurnost              | Abdol-Reza Mesri             |

### Predsjednički izbori 2009.
Na iranskim predsjedničkim izborima 12. lipnja 2009. zabilježen je najveći odaziv birača koji iznosi čak 85%. Ahmadinežad je ostvario pobjedu sa 62.63% glasova (24.5 milijuna birača), njegov najveći konkurent Mir Hossein Mousavi osvojio je drugo mjesto s 13.2 milijuna glasova (33.75%), dok su dva preostala kandidata osvojila manje od 2% glasova. Također, zabilježeno je nešto više od 400.000 odnosno 1.04% nevažećih listića.
U kolovozu 2009. izborni rezultati doveli su do nesuglasica između Mousavija i Ahmadinežada odnosno njihovih stožera, budući kako je poražena strana optužila pobjedničku za izbornu prijevaru. Vrhovni vođa Ali Hamemei je 3. kolovoza 2009. službeno potvrdio izbor Ahmadinežada na mjestu iranskog predsjednika, koji je prisegnuo dva dana kasnije. Nekoliko visokih političkih dužnosnika uključujući Muhameda Hatamija, Akbara Hašemi Rafsandžanija te poraženog Mir Husein Musavija, nije se pojavilo na službenoj ceremoniji izražavajući pritom nezadovoljstvo izborima. Opozicijske skupine pozvale su na prosvjede na svim reformističkim web stranicama i blogovima, zbog čega su nakon predsjedničke inauguracije izbile ulične demonstracije. Nasilne demonstracije trajale su nekoliko dana, a iranske vlasti procijenjuju kako je u neredima poginulo 36 ljudi. Izbori i kasniji prosvijedi izazvali su podijeljena stajališta diljem svijeta, a vlade Francuske, Velike Britanije, Njemačke i Sjedinjenih Država odbile su poslati uobičajenu izbornu čestitiku. S druge strane; Brazil, Indija, Rusija i Kina pozdravili su reizbor Ahmadinežada.
| Ministarstvo                            | Ministar                      |
| --------------------------------------- | ----------------------------- |
| Poljoprivreda                           | Sadek Halilijan               |
| Trgovina                                | Mehdi Gazanfari               |
| Komunikacije i informatička tehnologija | Reza Takipur                  |
| Suradnja                                | Muhamed Abasi                 |
| Kultura                                 | Sajed Muhamed Huseini         |
| Obrana                                  | Ahmad Vahidi                  |
| Gospodarstvo                            | Husein Samsami                |
| Obrazovanje                             | Susan Kešavarz (nepotvrđena)  |
| Energija                                | Muhamed Aliabadi (nepotvrđen) |
| Vanjski poslovi                         | Manučeher Motaki              |
| Zdravstvo                               | Marzije Vahid Dastdžerdi      |
| Graditeljstvo                           | Abdolreza Šejholislami        |
| Industrija i rudarstvo                  | Aliakbar Mehrabian            |
| Obavještajni ured                       | Hejder Moslehi                |
| Unutarnji poslovi                       | Mostafa Muhamed Nadžar        |
| Sudstvo                                 | Morteza Bahtijari             |
| Radništvo                               | Ali Nikzad                    |
| Nafta                                   | Masud Mir Kazemi              |
| Promet i transport                      | Hamid Behbahani               |
| Znanost, istraživanje i tehnologija     | Kamran Danešju                |
| Skrb i socijalna sigurnost              | Fateme Adžorlu (nepotvrđena)  |

## Domaća politika

### Gospodarstvo
Za vrijeme prve tri godine Ahmadinežadova mandata, iranski gospodarski rast iznosio je nešto manje od predviđenih 7.5% od strane centralne banke. Snažan gospodarski rast karakteriziraju visokoobrazovani kadar mladih ljudi i jačanje srednje klase. Inflacija i nezaposlenost su i dalje glavni iranski ekonomski problemi, zbog neodrživog izdvajanja i slabog gospodarskog menadžmenta. Ahmadinežad je povećao izdvajanja za 25% čime je subvencionirao prehrambene proizvode i benzin, te je odbacio mogućnost povećanja cijena fosilnih goriva, istaknuvši kako su vladini trenutačni prioriteti razvoj prometnog i transportnog sustava. Kamatne stope srezane su predsjedničkom odlukom zbog smanjenja inflacije. 

### Stanovanje
Jedan od prvih zakona Ahmadinežadove administracije bilo je osnivanje „Rezinog milosrdnog fonda“ (imenovanom po šijitskom imamu Aliju al-Rida) u koji je uloženo 12 bilijuna rijala, odnosno oko 1.3 milijarde dolara. Fond je osnovan za pomaganje mlađoj populaciji prilikom traženja posla i kupovine stana. Zakon je bio odogovor na visoke cijene stanova u urbanim područjima, što je pak povećavalo nacionalni prosjek ulaska u brak (trenutačno oko 25 godina za žene i 28 godina za muškarce). Iranski parlament je 2006. odbacio prijedlog fonda, na što je Ahmadinežad uložio veto.

### Nuklearni program
Ahmadinežad je veliki pobornik iranskog nuklearnog programa, za koji tvrdi da služi u mirnodopske svrhe. Opetovano je tvrdio kako proizvodnja nuklearnog oružja ne spada u politiku njegove vlade. Dodao je kako bi takva politika bila „ilegalna i protiv iranskih religijskih načela“, te kako država s kulturom, logikom i civilizacijom ne treba nuklearno oružje, za razliku od onih zemalja koji političke probleme rješavaju silom. U intervjuu 2008. godine Ahmadinežad je izjavio kako su zemlje koje pokušavaju napraviti nuklearno oružje „politički nazadne države“ i da ih proizvodnja novih generacija čini „još nazadnijima“.
U travnju 2006., Ahmadinežad je objavio kako je Iran uspješno rafinirao uranij do stupnja potrebnog za korištenje kao nuklearno gorivo. Prilikom govora pred studentima i profesorima u gradu Mašadu, rekao je kako se iranska pozicija potpuno promijenila postajanjem nuklearne zemlje, i kako će ubuduće s te pozicije pregovarati s drugim državama. Iranska novinska agencija IRNA 13. travnja 2006. citirala je Ahmadinežadove riječi kako miroljubivi iranski nuklearni program ne predstavlja prijetnju baš nikome zato što „mi želimo mir i stabilnost i stoga nećemo nikome nanositi nepravdu, isto kao što nećemo dopustiti da se ista nepravda nanosi nama“.
Bez obzira na Ahmadinežadovu veliku potporu nuklearnom programu, ured predsjednika nije odgovoran za nuklearnu politiku, već Vrhovno nacionalno sigurnosno vijeće. Vijeće uključuje dva člana koje predlaže vrhovni vođa, zatim vojne dužnosnike i članove izvršnih, sudskih i zakonodavnih vladinih grana. Godine 2005. iranski vrhovni vođa Ali Hamenei donio je zakon o zabrani razvijanja nuklearnog oružja.
Hamenei najčešće izbjegava javne govore, no kritizirao je Ahmadinežadovu personalizaciju nuklearnog pitanja. Ipak, izvori bliski iranskom predsjedniku tvrde kako su te kritike došle od bivšeg iranskog predsjednika Rafsandžanija. Ahmadinežad je 23. veljače 2008. obećao kako Iran neće odstupiti od nuklearnog programa, i kako je „nuklearna tehnologija monopolizirana od strane nekolicine država“. Nabrojao je i najmanje 16 različitih mirnodopskih upotreba nuklearne tehnologije.

## Međunarodni odnosi

### Odnosi sa Sjedinjenim Državama
Tijekom Ahmadinežadovog predsjedništva, Iran i SAD imali su gotovo najintenzivnije odnose u zadnjih 30 godina. Iran i SAD su prekinuli diplomatske odnose 1980. i nije bilo diplomatskih kontakata sve do svibnja 2007. godine.
Dok je američko stajalište kako buduća palestinska država mora prihvatiti izraelsko „pravo na postojanje“, iranski predsjednik Mahmud Ahmadinežad predložio je premiještanje Izraela u Europu, Kanadu ili Aljasku. SAD je slao Iranu jasne političke signale u kojima je osuđivao negiranje „izraelskog prava na postojanje“, pri čemu su se pojavile špekulacije o američki predvođenom napadu na iranska nuklearna postrojenja. Iako je Iran negirao poticanje pobune u Iraku, bivši američki predsjednik George W. Bush upozorio je Iran o „ozbiljnim posljedicama“, odnosno o mogućnosti napada. Američki predsjednik optužio je Iran i za „sponzoriranje terorizma“ u svijetu.
U svibnju 2006. godine, Ahmadinežad je poslao osobno pismo američkom predsjedniku Bushu i predložio mu nove smjerove za okončanje iranske nuklearne krize. Američka državna tajnica Condoleezza Rice i savjetnik nacionalne sigurnosti Stephen Hadley su pregledali pismo i odbacili ga s obrazloženjem kako ne nudi rješenja zbog kojih je američka administracija zabrinuta. Nekoliko dana poslije Ahmadinežad je prilikom posjeta Jakarti izjavio kako je pismo poziv na monoteizam i pravdu.
Ahmadinežad je pozvao američkog predsjednika Busha na debatu pred Generalnom skupštinom UN-a koja se trebala održati 19. rujna 2006. godine, na temu iranskog prava na obogaćivanje uranija. Poziv je odmah odbacio glasnogovornik Bijele kiće Tony Snow koji je objavio kako neće biti takve debate između američkog i iranskog predsjednika.
U studenom 2006. Ahmadinežad je poslao otvoreno pismo američkom narodu u kojem je obrazložio svoje brige. U pismu se navodi kako se hitno treba postići dijalog zbog neprihvatljive američke politike na Bliskom istoku, te kako američka administracija krije istinu o stvarnim događajima.
Američki senat izglasao je rezoluciju kojom se upozorava Iran zbog navodnih napada u Iraku. Krajem rujna 2007. godine američki senat izglasao je rezoluciju (76 glasa za i 22 protiv) kojom se iranska vojna grana Pasdaran izjednačava s terorističkom organizacijom. Kao odgovor na taj čin, iranski parlament odgovorio je proglašenjem CIA i američke vojske terorističkom organizacijom zbog „korištenja nuklearnih bombi u napadu na Japan, zbog korištenja osiromašenog uranija na Balkanu, te zbog pokolja u Iraku“.
U rujnu 2007. Ahmadinežad je posjetio New York gdje se obratio Generalnoj skupštini Ujedinjenih Naroda. Prije toga, održao je govor na sveučilištu Columbia, gdje ga je sveučilišni predsjednik Lee Bollinger u uvodnom govoru otvoreno kritizirao nazvavši ga okrutnim diktatorom i začuđujuće neobrazovanim. Prilikom postavljanja studentskih pitanja, na upit o odnosu prema homoseksualcima u Iranu odgovorio je: „Kod nas nema homoseksualaca kao u vašoj zemlji. Kod nas ne postoji taj fenomen, ne znam tko vam je rekao da toga ima kod nas“. Kasnije je objasnio kako ga je prevoditelj krivo protumačio te kako je rekao: „U usporedbi s američkim društvom, mi nemamo toliko puno homoseksualaca“.
U govoru održanom u travnju 2008., Ahmadinežad je opisao napade 11. rujna kao „sumnjivi događaj“, navodeći kako broj žrtava i njihova imena nikada nisu objavljena, te kako su napadi služili kao opravdanje za invazije na Afganistan i Irak u kojima je poginulo milijun ljudi.
U listopadu 2008., predsjednik Ahmadinežad opisao je svjetsku gospodarsku krizu kao „propast liberalizma“. Dodao je kako egocentričnost Zapadnog svijeta vodi prema njihovoj propasti i kako je sretan jer to otvara mogućnosti napretka za ostatak svijeta. Prilikom govora održanog u rujnu 2008. na Generalnoj skupštini UN-a izjavio je kako „Američko carstvo propada i kako će budući američki vođe morati ograničiti svoje djelovanje na vlastite granice“.
U studenom 2008., dan poslije američkih predsjedničkih izbora, Ahmadinežad je čestitao Baracku Obami na izbornoj pobjedi, ističući kako „pozdravlja temeljne i pravedne promjene u američkoj politici i kako se nada promjeni odnosa prema pohlepnoj manjini“. Bila je to prva iranska čestitka novoizabranom američkom predsjedniku od iranske Islamske revolucije 1979. godine.

### Odnosi s Velikom Britanijom
Unatoč zategnutim političkim odnosima s Velikom Britanijom koji traju od iranske revolucije 1979., gospodarska suradnja dviju zemalja raste iz godine u godinu, zbog liberalizacije iranskog tržišta.
Odnosi dviju zemalja dosegli su najnižu točku 23. ožujka 2007. kada su Oružane snage Irana na iransko-iračkoj morskoj granici zarobili 15 pripadnika britanske kraljevske mornarice. Britanski izvori tvrdili su kako su zarobljeni u iračkim vodama, dok su iranski tvrdili kako su Britanci bili 450 m unutar iranskih teritorijalnih voda. Nakon 12 dana političkog i medijskog prepucavanja između dviju država, britanski mornari oslobođeni su 4. travnja 2007. Njihovo puštanje na slobodu Ahmadinežad je opisao „uskrsnim poklonom“ britanskom narodu.
Sunday Telegraph je objavio kako je 3. travnja 2006. održan sastanak visokih britanskih političkih i vojnih dužnosnika koji su raspravljali o napadu na Iran.

### Odnosi s Rusijom
Ahmadinežad je od početka mandata pokrenuo jačanje odnosa s Rusijom, još u listopadu 2005. otvorio je poseban ured za njihove bilateralne odnose. Rusija je sedmi po redu najveći ekonomski partner Irana, a gospodarska suradnja iznosi preko milijardu dolara godišnje. Surađivao je s ruskim predsjednikom Vladimirom Putinom na slučaju iranskog nuklearnog programa, te na nerješenim pitanjima razgraničenja Kaspijskog mora za koje su se usuglasili kako je potrebnija jača zajednička suradnja. Iako službena Moskva zajedno s zapadnim silama stoji protiv iranskog korištenja nuklearnog programa u vojne svrhe, najveći je iranski saveznik u razvijanju civilnog nuklearnog programa. Ruske tvrtke dovršile su izgradnju iranske nuklearne elektrane u gradu Bušeher na jugozapadu Irana, a u prosincu 2007. Rusija je počela isporučivati nuklearno gorivo kao način uvjeravanja Irana da odustane od samostalnog obogaćivanja uranija.
Unatoč velikom protivljenju zapadnih sila i Izraela, ruski predsjednik Vladimir Putin u listopadu 2007. posjetio je iranski glavni grad Teheran kao prvi ruski lider nakon Staljina 1943. godine. Ruski predsjednik pritom je dao potporu iranskom nuklearnom programu, pohvalio iranski doprinost Šangajskoj grupi za suradnju (SCO), te je oštro osudio mogući američki napad na Iran nazvavši ga „napadom na Rusiju“.

### Odnosi s Venecuelom
Ahmadinežad je pojačao odnose s Venecuelom (najvećim latinoameričkim izvoznikom nafte i članicom OPEC-a) u energetskoj i političkoj sferi, zbog obostranog otpora američkoj vanjskoj politici kojeg vode i Ahmadinežad i venecuelanski predsjednik Hugo Chavez. Venecuela je dala potporu iranskom nuklearnom programu pri sjednici Ujedinjenih Naroda na tu temu, a obje zemlja dogovorile su se kako će pojačati bilateralnu trgovinu. Tokom 2006. godine odnosi dviju zemalja bili su više strateški nego ekonomski, jer Venecuela još nije postala jednim od glavnih iranskih trgovinskih partnera. Intenzivnija suradnja na energetskom području počela je 2006. kada je Iran objavio kako će u Venecueli graditi rafineriju nafte. Početkom 2007. objavljeno je kako Iran i Venecuela planiraju osnovati anti-američki fond u vrijednosti dvije milijarde dolara kojim će pomagati zemlje u razvoju koje također protive američkoj dominaciji.

### Odnosi s Hrvatskom
Ahmadinežad se dvaput susreo s hrvatskim predsjednikom Stjepanom Mesićem. Prvi susret dogodio se u rujnu 2005. prilikom 60. opće skupštine UN-a u New Yorku, gdje je Mesić naglasio kako je iranski nuklearni program potpuno mirnodopski odnosno da služi isključivo u energetske svrhe. Također, pozvao je iranskog predsjednika da posjeti Hrvatsku. Nakon razgovora, dodao je kako Hrvatska bez obzira na prioritete poput ulaska u EU mora razvijati dobre odnose i s drugim državama svijeta. Drugi susret dogodio se također u New Yorku točno dvije godine poslije (rujan 2007.) kada su se dvojica predsjednika sastala na zahtjev iranske strane. Na sastanku se Mesić distancirao od Ahmadinežadovih izjava o holokaustu za koje ga se optužuje, no naglasio je kako je iranski predsjednik iste opovrgnuo, te da su razgovarali uglavnom o drugim temama. Nakon razgovora, hrvatski premijer Ivo Sanader izjavio je kako vjeruje da je „Mesić imao dobre razloge za taj sastanak, te da ne bi učinio ništa što bi naškodilo Hrvatskoj“.
Krajem 2007. Ahmadinežad je na inauguraciji novog hrvatskog veleposlanika u Teheranu pozdravio suradnju dviju zemalja te dodao kako Hrvatska i Iran dijele identičnu kulturu i povijest, aludirajući pritom na teoriju o iranskom podrijetlu Hrvata koja bi trebala učvstiti bilateralne odnose.

### Odnosi s zemljama u regiji

#### Afganistan
Ahmadinežad je posjetio Afganistan u kolovozu 2007. gdje ga je dočekao afganistanski predsjednik Hamid Karzai. Ahmadinežad je na sastanku rekao kako je iranski cilj „stabilni i moderni Afganistan“, te je odbacio američke optužbe kako Iran šalje oružje afganistanskim militantima, što je potvrdio i Karzai nazvavši Iran „saveznikom i prijateljem u borbi protiv terorizma i trgovine drogom“.

#### Irak
Ahmadinežad je prvi iranski predsjednik koji je od revolucije 1979. posjetio Irak. Prilikom povijesnog dvodnevnog posjeta 2. ožujka 2008. rekao je kako je „Irak mnogo bolji bez diktatora Sadama Huseina“. Na povratku iz Bagdada u Teheran pozdravio je jačanje bilateralnih odnosa s Irakom, te je optužio američku politiku prema Iraku. Od 2006. godine irački premijer Nouri al-Maliki četiri je puta posjetio Teheran, kao i irački predsjednik Jalal Talabani. Prilikom navedenih posjeta dogovorene su suradnje na području trgovine i energetike, te sigurnosti u Iraku. Premijer al-Maliki dao je jamstvo Teheranu kako iračko-američki pakt o sigurnosti neće ugroziti Iran, i odbacio je američke tvrdnje kako Iran podržava iračke militante. Irački predsjednik Talabani u razgovoru s Ahmadinežadom nazvao je Iran „iračkim partnerom u borbi protiv terorizma“.

#### Izrael
Prilikom održavanja konferencije „Svijet bez cionizma“ u Teheranu 26. listopada 2005., Ahmadinežad je održao govor u kojem je citirao Homeinijeve riječi o Izraelu kako okupatorski režim mora biti uklonjen, opisujući ga kao sramotnu mrlju u islamskom svijetu koja mora nestati s povijesnih stranica.
Medijske agencije diljem svijeta prenijele su tu vijest pod naslovom „Izrael treba izbrisati s karte svijeta“ (engleski: Israel must be wiped off the map), koristeći pritom englesku frazu koja podrazumijeva potpuno uništenje. Prijevod njegovih rečenica vrlo je diskutabilan. Iranski ministar vanjskih poslova izjavio je kako je Ahmadinežad bio pogrešno protumačen: „Govorio je o režimu. Mi ne priznajemo ovaj izraelski režim“.
Ahmadinežadove komentare osudile su vodeće zapadne zemlje, Europska unija, Rusija, Vijeće sigurnosti Ujedinjenih Naroda-a i tadašnji glavni tajnik UN-a Kofi Annan. Egipatski, turski i palestinski lideri također su izrazili negodovanje zbog istih izjava.
Bilo je i onih koji su njegove riječi protumačili kao poziv na genocid. Kanadski premijer Paul Martin rekao je „ovo je prijetnja za postojanje Izraela i poziv na genocid kojeg zajedno s nuklearnim ambicijama svijet ne smije ignorirati“. Izraelac Joshua Teitelbaum, u izvještaju za Jeruzalemski centar za javne odnose, također je opisao Ahmadinežadove riječi kao „poziv na uništenje države Izrael i na genocid“.
S druge strane, neki profesori i prevoditelji negiraju kako je Ahmadinežad pozvao na uništenje države ili naroda. Dr. Juan Cole, profesor moderne bliskoistočne i jugozapadne povijesti sa sveučilišta Michigan, tvrdi kako „Ahmadinežad nije rekao kako Izrael treba izbrisati s karte svijeta, jer ta fraza ne postoji na perzijskom jeziku“. Prema Coleu, citat je preveden kao: Imam je rekao kako ovaj režim koji je okupirao Jeruzalem mora biti uklonjen (perzijski: een rezhim-e eshghalgar-e qods bayad az safheh-ye ruzgar mahv shavad). Na isti način citat je preveo i Bliskoistočni institut za medije (MEMRI). Profesor međunarodnih odnosa s Harvarda, dr. Stephen Walt, također tvrdi kako Ahmadinežad nije pozivao na genocid.
Tokom Izraelsko-libanonskog rata u srpnju 2006., Ahmadinežad je usporedio izraelske vojne akcije s potezima Adolfa Hitlera u vrijeme Drugog svjetskog rata, kazavši „poput Hitlera, cionistički režim (Izrael) samo traži izgovore za svoje napade i ponaša se kao sam Hitler“. U intervjuu 8. kolovoza 2006. za 60 Minutes kojeg vodi novinar Mike Wallace, govorio je o američkoj potpori izraelskom „ubilačkom režimu“ i moralnim temeljima izraelske invazije na Libanon. Početkom prosinca 2006. Ahmadinežad je u Dohi sastao s palestinskim premijerom Ismail Haniyahom. Na sastanku je izjavio kako je „Izrael stvoren za uspostavljanje dominacije arogantnih sila u regiji i omogućavanje neprijatelju prodiranje u srce muslimanske zemlje“. Nazvao je Izrael prijetnjom koju su stvorili SAD i Velika Britanija.
Prilikom govora 12. prosinca 2006. na Međunarodnoj konferenciji o holokaustu održanoj u Teheranu, rekao je „Izrael će propasti. To je Božja volja i želja svih naroda svijeta“.
Na pitanje novinara CNN-a Larry Kinga „Je li Izrael ostaje Izrael?“ u njegovoj verziji Bliskog istoka, Ahmadinežad je predložio da se na palestinskim područjima održe slobodni izbori pod nadzorom međunarodnih organizacija. Dodao je: „Moramo omogućiti slobodne izbore pod nadzorom UN-a. Palestinski narod, palestinske izbjeglice i svi stanovnici tog područja moraju sudjelovati na takvim izborima, a svijet mora prihvatiti rezultat tih izbora kako god on proizašao“.
U rujnu 2008. izraelski ministar Rafi Eitan zaprijetio je otmicom Ahmadinežada zbog čega je Iran protestirao Ujedinjenim Narodima nazvavši Eitanovu prijetnju „terorističkom“.

#### Pakistan
Na turneji po južnoj Aziji u travnju 2008., Ahmadinežad je posjetio Pakistan gdje je razgovarao o političkom stanju u regiji i gradnji plinovoda Iran-Pakistan-Indija, kojem se protive SAD. Pakistanski predsjednik Pervez Musharraf dao je potporu iranskom nuklearnom programu nazvavši ga „transparentnim“.

#### Saudijska Arabija
U prosincu 2007. Ahmadinežad je kao prvi iranski predsjednik od 1979. otišao na muslimansko hodočašće Hadždž u Meku, zajedno s saudijskim kraljem Abdullahom al-Saudom. Lideri dvaju najutjecajnijih muslimanskih zemalja razgovarali su o unaprijeđenju bilateralnih odnosa, stanju u regiji i iranskom nuklearnom programu. Obojica su osudili sektaško nasilje u Iraku.

#### Sirija
Tokom rata između Izraela i Hezbollaha 2006. godine, iranski predsjednik upozorio je Izrael da ne napada Siriju, inače najvećeg iranskog saveznika u regiji, jer će u protivnom Iran uzvratiti „razarajućom odmazdom“. Na sastanku 20. srpnja 2007. u Damasku između Ahmadinežada i sirijskog predsjednika Asada, dvoje lidera pozvali su na jačanje jedinstva među Palestincima i Libanoncima.

#### Turska
Ahmadinežad je posjetio Tursku u kolovozu 2008., uoči čega je Izrael protestirao turskim vlastima. U razgovoru s turskim predsjednikom Abdullahom Gulom dogovorena je suradnja na području borbe protiv terorizma i trgovine drogom, te povećanje gospodarske razmjene na 20 milijardi dolara u iduće četiri godine.

## Prozivanja za negiranje holokausta i antisemitizam
U prosincu 2005. Ahmadinežad je dao nekoliko kontroverznih izjava o holokaustu koje su određeni mediji diljem svijeta protumačili kao nazivanje holokausta „mitom“. Također, kritizirao je i europske zakone koji zabranjuju reviziju holokausta. Prema reportaži iranske radio-postaje Ahmadinežad je (aludirajući na Europljane) izjavio: „Stvorili su mit o holokaustu kojeg drže iznad Boga i vjere“. Citat je preveden i kao: „Stvorili su mit kako je ubijanje židova iznad Boga, vjere i božjih poslanika“.
Prilikom intervjua za njemački Der Spiegel u svibnju 2006., Ahmadinežad je inzistirao kako postoje „dva mišljenja“ o holokaustu. Na pitanje smatra li holokaust mitom, odgovorio je „Prihvatiti ću to kao istinu ako postoje čvrsti dokazi“. Dodao je; „Mi smo mišljenja kako je dozvoljeno istraživati i diskutirati o povijesnim činjenicama“. Rekao je i kako su „većina“ učenjaka koji priznaju postojanje holokausta „politički motivirana“, dodavši:
„Postoje dva mišljenja o holokaustu u Europi. Prvu skupinu čine učenjaci i ljudi koji iz politički motiviranih razloga tvrde kako se holokaust dogodio. Drugu skupinu čine učenjaci koji nude oprečna mišljenja, zbog kojih završavaju u zatvoru.“
U kolovozu 2006. objavljeno je kako iranski predsjednik ponovo ima sumnje u postojanje holokausta, ovaj put u pismu njemačkoj kancelarski Angeli Merkel, gdje je napisao kako je moguće da su holokaust izmislili Saveznici da osramote Njemačku.
Međunarodna konferencija o holokaustu održana je 11. prosinca 2006. u iranskom glavnom gradu Teheranu, a održana je na zahtjev samog Ahmadinežada. Zapadni mediji uglavnom su osudili održavanje konferencije nazivajući je „konferencijom negiranja holokausta“, premda je Iran tvrdio kako se ne radi o sastanku negiranja holokausta, već o konferenciji koja će „pružiti mogućnost da intelektualci slobodno izraze svoja mišljenja o holokaustu jer im je u Europi to zabranjeno“.
U govoru na Sveučilištu Columbia u rujnu 2007. Ahmadinežad je rekao: „Osobno ne tvrdim kako se holokaust nije dogodio, to uopće nije moje mišljenje“, te kako bi istraživanje i rasprava o holokaustu trebala biti dozvoljena kao u slučaju ostalih povijesnih događaja.
Kao odgovor na kontroverzne Ahmadinežadove izjave i postupke, mnogi subjekti uključujući i američki senat optužili su iranskog predsjednika za antisemitizam. Poslije govora na Glavnoj skupštini Ujedinjenih Naroda u rujnu 2008. gdje je Ahmadinežad upozorio na „cionističku kontrolu međunarodnih financija“, optužen je za antisemitizam i od strane njemačkog ministra vanjskih poslova Franka-Waltera Steinmeiera.

### Odgovor na prozivanja
Ahmadinežad je opovrgnuo optužbe za negiranje holokausta i dao na znanje kako se čini kako je Zapad u pravu u svojim tvrdnjama o holokaustu:
Ako Europljani govore istinu u svojim tvrdnjama kako je u holokaustu ubijeno šest milijuna židova za vrijeme Drugog svjetskog rata, što se čini neospornim budući da inzistiraju na uhićivanju onih koji to negiraju, zbog čega bi palestinski narod trebao plaćati za taj zločin? Zbog čega su došli u samo srce muslimanskog svijeta provodeći zločine protiv Palestinaca svojim bombama, raketama, projektilima i sankcijama?
Ahmadinežad je rekao kako poštuje Židove i kako „u Palestini zajedno žive muslimani, kršćani i Židovi“. Dodao je: „Mi poštujemo svakoga na svijetu; Židove, kršćane, muslimane, nemuslimane, nežidove, nekršćane... Mi smo protiv okupacije, agresije, ubijanja i progona ljudi, u protivnom nemamo problema s bilo kime“. Dodao je i kako židovska zajednica u Iranu ima stalne zastupnike u iranskom parlamentu, te kako „cionisti nisu ni židovi ni kršćani ni muslimani“, upitavši „Kako netko može biti religiozan a zaposjesti zemlju koja pripada drugom narodu?“.
Shiraz Dossa, profesor sa St. Francis Xavier sveučilišta u Novoj Škotskoj, Kanadi, u lipnju 2007. izjavio je:
 Ahmadinežad u niti jednoj svojoj izjavi nije negirao holokaust ili predlagao uništenje Izraela (predočivši sve prijevode s perzijskog jezika). Kao stručnjak za Iran, Mogu potvrditi kako su obje optužbe lažne... Ono o čemu je Ahmadinežad govorio jest mitoiziranje i sakralizacija holokausta i cionističkog ubijanja Palestinaca i muslimana. Nikada nije dovodio u pitanje razmjere holokausta. Njegova retorika bila je pretjerano provokativna. Njega zapravo ne zanima što Zapad misli o Iranu ili muslimanima; on se ne pokorava zapadnom ili izraelskom diktatu.
Dossa se poslije ovih riječi našao na udaru kanadskih medija, sveučilišnog predsjednika Seana Rileya i mnogih profesora sa sveučilišta na kojem je zaposlen, kao i zbog sudjelovanja na teheranskoj konferenciji o holokaustu. Dossa je odgovorio kako nije znao da će na konferenciji bili poricatelji holokausta i kako „nikada nije negirao holokaust već samo njegovu propagandnu moć“, te kako sveučilište treba poštovati njegovu akademsku slobodu sudjelovanja.

## Vanjske poveznice
- Ahmadinežadova božićka čestitka 2008.
- Službena stranica iranskog predsjednika
- Blog predsjednika Mahmuda Ahmadinežada  Arhivirana inačica izvorne stranice od 3. listopada 2007. (Wayback Machine)
- Biografija (CIDOB Foundation)  Arhivirana inačica izvorne stranice od 1. prosinca 2007. (Wayback Machine)
- Videoarhiv predsjednika Ahmadinežada
- Zašto Ahmadinežad voli New York (TIME Magazine)  Arhivirana inačica izvorne stranice od 18. travnja 2009. (Wayback Machine)
- Intervju s Ahmadinežadom - TIME Magazine  Arhivirana inačica izvorne stranice od 19. siječnja 2011. (Wayback Machine)

### Ostali projekti
|  | Zajednički poslužitelj ima stranicu o temi Mahmud Ahmadinežad |